# Pacific PR01
Pacific PR01 – samochód Formuły 1, zaprojektowany przez Adriana Reynarda, Franka Coppucka i Paula Browna dla zespołu Pacific Grand Prix na sezon 1993. Jednakże z powodu problemów finansowych samochód wystartował dopiero w sezonie 1994. Kierowcami byli Paul Belmondo i Bertrand Gachot. Kierowcy modelu PR01 często nie kwalifikowali się do wyścigów.

## Konstrukcja
Aerodynamika i projekt modelu PR01 opierały się na konstrukcjach Reynarda dla Pacifika w Formule 3000. Zespół nie przeprowadzał testów w tunelu aerodynamicznym, a niewiele testów zostało przeprowadzonych na torze. Nie dokonano również znaczących poprawek w trakcie sezonu, nawet po "czarnym weekendzie", choć zespół zapowiadał, że to uczyni. Zespół umieścił wprawdzie drewnianą deskę pod podwoziem, co nakazała wszystkim zespołom FIA, a pod koniec sezonu przeprojektował nos samochodu, zmieniając jego kształt z podniesionego na opadający. Te czynniki, a także słaby silnik Ilmor 2175A (z 1991 roku) spowodowały, że samochody były bardzo niekonkurencyjne.

## PR01 w wyścigach
Konstrukcja samochodu powodowała, że kierowcy nie byli nawiązać walki nawet z drugim debiutantem sezonu 1994, Simtekiem. Gachot zakwalifikował się do pięciu, a Belmondo do dwóch wyścigów, ale nie licząc Grand Prix Brazylii, zawsze miało to związek z tym, iż do kwalifikacji nie przystępowało wszystkich 28 kierowców; gdy w kwalifikacjach startowało 27 kierowców lub mniej, wtedy jeden z kierowców zespołu Pacific miał już zapewniony udział w wyścigu.
Ostatnim wyścigiem, do którego zakwalifikował się kierowca zespołu, było Grand Prix Kanady, szósty wyścig sezonu. Przez 10 następnych wyścigów żaden z kierowców Pacifika nie wystartował w wyścigu.
Samochód był nie tylko powolny, ale i awaryjny – w sezonie 1994 ani razu kierowca Pacific Grand Prix nie dojechał do mety.
Zespół w pewnym momencie rozważał nawet wycofanie się z mistrzostw, by poświęcić się w całości pracom nad modelem PR02. Nie uczyniono jednak tego, ponieważ zespół musiałby zapłacić karę finansową.
Po Grand Prix Australii Bertrand Gachot powiedział, że to najszczęśliwszy dzień w jego życiu, ponieważ nigdy już nie będzie musiał prowadzić modelu Pacific PR01.

## Wyniki
| Legenda oznaczeń w tabelach wyników Wyświetl szablon na nowej stronie | Legenda oznaczeń w tabelach wyników Wyświetl szablon na nowej stronie                                                                     |
| Oznaczenie                                                            | Wyjaśnienie |
| --------------------------------------------------------------------- | --- |
| Złoty                                                                 | Zwycięzca lub mistrzostwo |
| Srebrny                                                               | 2. miejsce lub wicemistrzostwo |
| Brązowy                                                               | 3. miejsce lub II wicemistrzostwo |
| Zielony                                                               | Ukończył, punktował (w klasyfikacji generalnej, gdy zdobył co najmniej jeden punkt na przestrzeni sezonu, poza trzema powyższymi opcjami) |
| Niebieski                                                             | Ukończył, nie punktował (w klasyfikacji generalnej, gdy nie zdobył co najmniej jednego punktu na przestrzeni sezonu)                      |
| Czerwony                                                              | Nie zakwalifikował się (NZ) |
| Czerwony                                                              | Nie prekwalifikował się (NPK) |
| Różowy                                                                | Nie ukończył (NU) |
| Różowy                                                                | Niesklasyfikowany (NS) (w klasyfikacji generalnej, gdy nie został sklasyfikowany w żadnym wyścigu sezonu)                                 |
| Czarny                                                                | Zdyskwalifikowany (DK) |
| Czarny                                                                | Wykluczony (WYK/EX) |
| Biały                                                                 | Nie wystartował (NW) |
| Biały                                                                 | Kontuzjowany (K/INJ) |
| Biały                                                                 | Wyścig odwołany (OD/C) |
| Bez koloru                                                            | Został wycofany (WYC/WD) |
| Bez koloru                                                            | Nie przybył (NP/DNA) |
| Bez koloru                                                            | Nie brał udziału w treningach (NT/DNP) |
| Bez koloru                                                            | Nie został zgłoszony (–) |
| Pogrubienie                                                           | Start z pole position |
| Kursywa                                                               | Najszybsze okrążenie wyścigu |
| †                                                                     | Nie ukończył, ale jego rezultat został zaliczony ze względu na przejechanie więcej niż 90% dystansu wyścigu.                              |
| *                                                                     | Sezon w trakcie |
| 1/2/3                                                                 | Punktowana pozycja w sprincie kwalifikacyjnym                                                                                             |
| Lista systemów punktacji Formuły 1                                    | |

| Sezon | Zespół  | Silnik | Opony | Kierowcy        | 1   | 2   | 3   | 4   | 5   | 6   | 7   | 8   | 9   | 10  | 11  | 12  | 13  | 14  | 15  | 16  | Pkt. | Msc. |
| ----- | ------- | ------ | ----- | --------------- | --- | --- | --- | --- | --- | --- | --- | --- | --- | --- | --- | --- | --- | --- | --- | --- | ---- | ---- |
| 1994  | Pacific | Ilmor  | G     |                 | BRA | PAC | SMR | MCO | ESP | CND | FRA | GBR | DEU | HUN | BEL | ITA | POR | EUR | JPN | AUS | 0    | NS   |
| 1994  | Pacific | Ilmor  | G     | Paul Belmondo   | NZ  | NZ  | NZ  | NU  | NU  | NZ  | NZ  | NZ  | NZ  | NZ  | NZ  | NZ  | NZ  | NZ  | NZ  | NZ  | 0    | NS   |
| 1994  | Pacific | Ilmor  | G     | Bertrand Gachot | NU  | NZ  | NU  | NU  | NU  | NU  | NZ  | NZ  | NZ  | NZ  | NZ  | NZ  | NZ  | NZ  | NZ  | NZ  | 0    | NS   |